# Коста (Белуно)
Коста (итал. Costa) је насеље у Италији у округу Белуно, региону Венето.
Према процени из 2011. у насељу је живело 178 становника. Насеље се налази на надморској висини од 1350 м.